# Асамблаж
Асамблаж (фр. assemblage - спајање, склапање) је вајарска техника која подразумева колажирање различитих предмета и стварање тродимензионалне композиције од тих предмета.
Асамблаж се, у замисли, надовезује на колаж, али док је колаж везан за вертикалну површину, асамблаж заузима место у простору. Асамблаж представља дело које се састоји од разних предмета за свакодневну употребу и може се описати као просторни колаж.
Порекло речи се може пратити уназад од раних 1950-их када је Жан Дибифе (фр. Jean Dubuffet) направио серију колажа крила лептира назвавши их assemblages d'empreintes (асамблажи отисака). Међутим, асамблаж има своју историју која се може пратити од почетка 20. века, почев од кубистичких колажа, преко Пикасових раних конструкција, дадистичких предмета, па све до асамблажа нове реалности шездесетих година 20. века. Жан Дибифе се може сматрати само творцем имена ове технике.
Старежна скулптура је огранак асамблажа који намерно тражи стареж, отпатке урбане цивилизације и претвара их у уметничко дело селекцијом, реорганизацијом или презентацијом без коментара.